# Бутылев, Василий Ананьевич
Василий Ананьевич Бутылев (13 января 1901, Барнаул, Томская губерния — 19 февраля 1948, Рига) — советский военный деятель, полковник (1938).

## Начальная биография
Василий Ананьевич Бутылев родился 13 января 1901 года в Барнауле Алтайской губернии в семье Анания и Вассы Бутылевых.

## Военная служба

### Довоенное время
В январе 1921 года по партийной мобилизации был призван в ряды РККА и направлен красноармейцем в 3-й Коммунистический полк ЧОН Алтайской губернии.
В мае 1921 года был направлен на учёбу в Военно-политическую школу войск ОН в Барнауле, а затем в Военно-политическую школу Западно-Сибирского военного округа в Омске, по окончании которой в марте 1923 года был назначен на должность секретаря военкома и политрука батареи 21-го лёгкого артиллерийского дивизиона (21-я стрелковая дивизия), а в сентябре — на должность политрука батареи 10-го отдельного артиллерийского дивизиона (10-й стрелковый корпус, Московский военный округ).
В ноябре 1927 года Бутылев был направлен на учёбу на артиллерийские курсы при управлении начальника артиллерии 10-го стрелкового корпуса, по окончании которых служил в 9-м отдельном территориальном артиллерийском дивизионе на должностях командира батареи, начальника школы младшего комсостава и начальника штаба дивизиона.
В апреле 1933 года был направлен на учёбу в Военную академию имени М. В. Фрунзе, по окончании которой в октябре 1936 года был назначен на должность начальника штаба артиллерии 56-й стрелковой дивизии (Ленинградский военный округ), в июне 1937 года — на должность офицера для особых поручений при командующем войсками Ленинградского военного округа, в августе 1938 года — на должность начальник 9-го отдела штаба Ленинградского военного округа, с 1939 по 1940 год принимал участие в Советско-финской войне, в июле 1940 года назначен на должность начальника отдела укреплённых районов Генштаба РККА, а в феврале 1941 года — на должность начальника отдела укреплённых районов штаба Прибалтийского военного округа.

### Великая Отечественная война
В начале Великой Отечественной войны Бутылев исполнял должность начальника отдела укреплённых районов Северо-Западного и Северного фронтов. В январе 1942 года был назначен на должность начальника отдела укреплённых районов при 2-й сапёрной армии.
С апреля 1942 года находился при штабе войск Волховского направления Ленинградского фронта и в мае был назначен на должность начальника отдела при штабе Ленинградского фронта.
С марта 1944 года находился при штабе Карельского фронта и в июле 1944 года был назначен на должность начальника оперативного отдела штаба 7-й армии этого же фронта, в августе — на должность начальника штаба 131-го стрелкового корпуса. С 15 по 28 августа и с 19 по 30 сентября 1944 года временно командовал корпусом. Корпус принимал участие в ходе Петсамо-Киркенесской наступательной операции. За овладение городами Петсамо и Киркенес, в результате чего корпус освободил территорию Крайнего Севера, Бутылев был награждён орденом Суворова 2 степени.

### Послевоенная карьера
После войны Бутылев был назначен на должность начальника отдела укреплённых районов штаба Прибалтийского военного округа.
19 февраля 1948 года покончил жизнь самоубийством.

## Семья
Василий Ананьевич Бутылев в 1924 году женился на Анне Михайловне Леденёвой в Мичуринске (Тамбовская область), и в 1926 году у них родилась дочь Лариса, а в 1932 году — вторая дочь Майя.

## Награды
- Орден Ленина;
- Два ордена Красного Знамени;
- Орден Суворова 2-й степени;
- Орден Отечественной войны 1-й степени;
- Два ордена Красной Звезды;
- Медали.